# Paracarphalea
Paracarphalea é um género de plantas com flores pertencentes à família Rubiaceae.
A sua área de distribuição nativa é Madagáscar.
Espécies:
- Paracarphalea angulata (Baill.) Razafim., Ferm, B.Bremer & Kårehed
- Paracarphalea kirondron (Baill.) Razafim., Ferm, B.Bremer & Kårehed
- Paracarphalea pervilleana (Baill.) Razafim., Ferm, B.Bremer & Kårehed